# Elise Lindow-Agnarson
Amy Elise Lindow-Agnarson, född 19 oktober 1915 i Sysslebäck, Dalby församling, Värmlands län, död 6 mars 2010 i Göteborg, folkbokförd i Övre Älvdals församling, Värmlands län,  var en svensk målare, grafiker och författare.
Hon var dotter till köpmannen Bengt Lindow och Augusta Sandegren, från 1947 gift med Arne Agnar Agnarson. 
Efter studentexamen studerade hon konst vid Welamsons illustrationsskola i Stockholm i övrigt var hon autodidakt som konstnär. Tillsammans med Torsten Darfors och O. Jönsson ställde hon ut i Åmål 1955 samt medverkat i Värmlands konstförenings utställningar i Karlstad 1952 och 1956. Separat ställde hon ut i Säffle, Fengersfors och Grums.
Hon har tilldelades Litteraturfrämjandets debutantstipendium 1976, Karlstads kommuns pris till Gustaf Frödings minne 1982 och Torsby kommuns kulturstipendium 1996 som författare.
Hennes konst består av stilleben, porträtt och figurmålningar samt linoleumsnitt.
Hon utgav ungdomsboken Innan allt är glömt, min värld när jag var liten 1992, ISBN 91-86134-11-6